# روی سولفات
روی سولفات(به انگلیسی: Zinc sulfate) (ZnSO4) یک نوع ترکیب معدنی است.